# Gorsachius
Gorsachius là một chi chim trong họ Diệc.
Đây là một chi gồm những loài vạc sinh hoạt về đêm Cựu thế giới thường được tìm thấy gần nước trong các khu vực có rừng. Đây là những con vạc cỡ trung thường di cư ở những vùng lạnh hơn trong phạm vi phân bố của chúng, nhưng nếu không thì định cư. Chúng là loài vạc ít được biết đến nhất, sống về đêm, nhỏ nhất và hiếm nhất về tổng thể.
Ba trong số bốn loài được tìm thấy ở Đông, Nam và Đông Nam Á, trong khi loài cuối cùng, vạc lưng trắng, được tìm thấy ở châu Phi cận Sahara. Loài vạc sinh sống ở Nhật Bản và Malayan giống nhau, mỏ tương đối ngắn và có màu nâu tổng thể với một đường sẫm màu từ cổ họng đến bụng trên. Chúng có lông ở tai màu trắng và lưng trắng lớn hơn có màu sẫm hơn, với những mảng trắng đặc biệt trên mặt và cổ ở phần trước, và phần đầu hoàn toàn đen ở phần sau.

## Các loài
- Gorsachius leuconotus
- Gorsachius magnificus
- Gorsachius goisagi
- Gorsachius melanolophus